# (24315) 2000 AV4
2000 أي في 4 (ويعرف أيضًا باسم (24315) 2000 أي في 4 وفق تسمية الكوكب الصغير) (بالإنجليزية: 2000 AV4)‏ هو كويكب ضمن حزام الكويكبات؛ وترتيبه 24315 من حيث الاكتشاف.
اكتُشف هذا الجُرم الفلكي بواسطة James M. Roe ‏ في 4 يناير 2000.

## وصلات خارجية
- (24315) 2000 AV4 في قاعدة بيانات مختبر الدفع النفاث لأجرام النظام الشمسي الصغيرة

- الاكتشاف · مخطط المدار ·  العناصر المدارية · المعلمات المادية

- (24315) 2000 AV4 على موقع ويكي سكاي: DSS2, SDSS, GALEX, IRAS, Hydrogen α, X-Ray, Astrophoto, Sky Map, Articles and images